# Phân họ Vịt lặn
Phân họ Vịt lặn (danh pháp khoa học: Aythyinae) là một phân họ trong họ Vịt (Anatidae) chứa khoảng 15 loài vịt lặn còn sinh tồn, nói chung gọi là vịt đầu nâu/đen hay vịt bãi/vịt biển. Chúng là một phần của họ đa dạng chứa các loài vịt, ngỗng, thiên nga v.v.
Các loài vịt lặn trong bài này được đặt trong một phân họ khác biệt. Trong khi về mặt hình thái thì chúng gần giống như các loài vịt thật sự, tuy nhiên giữa chúng có các khác biệt rõ nét, chẳng hạn như cấu trúc của khí quản. Các trình tự dữ liệu mtDNA cytochrome b và NADH dehydrogenaza chỉ ra rằng hai nhóm vịt thật sự và vịt lặn là tương đối xa nhau, sự giống nhau bề ngoài chỉ là do tiến hóa hội tụ.
Theo kiểu khác , nhóm vịt lặn được coi là một tông với danh pháp Aythyini trong phân họ Anatidae nghĩa rộng, bao gồm toàn bộ các loài thủy điểu dạng vịt, ngoại trừ nhóm le nâu.
Các loài vịt biển nói chung hay tìm thấy ở các vùng duyên hải, chẳng hạn như vịt đuôi dài, vịt scoter, vịt mắt vàng và vịt nhung, đôi khi cũng được gọi một cách dân dã là vịt lặn tại Bắc Mỹ do chúng cũng tìm kiếm thức ăn bằng cách lặn; nhưng phân họ chứa chúng (Merginae) là rất khác biệt.
Mặc dù nhóm này có phân bố toàn cầu, nhưng phần lớn các thành viên là bản địa của Bắc bán cầu và nó bao gồm một số loài vịt khá quen thuộc ở Bắc bán cầu.
Nhóm này được gọi là vịt lặn do các thành viên của nó kiếm ăn chủ yếu bằng cách lặn, mặc dù trên thực tế thì các loài chi Netta ít khi lặn và chủ yếu kiếm ăn giống như vịt thật sự.
Những loài vịt này sống thành bầy, chủ yếu tại các vùng nước ngọt ven cửa sông, mặc dù vịt bãi lớn sinh sống ngoài biển trong mùa đông ở phương Bắc. Chúng bay khỏe; các cánh rộng và tù đầu đòi hỏi những cú đập cánh nhanh hơn so với ở nhiều loài vịt khác và chúng hơi khó bay lên. Các loài ở phía bắc có xu hướng di trú còn các loài ở phía nam thì không di trú mặc dù vịt đầu cứng vượt qua những khoảng cách dài. Các loài vịt lặn đi lại không tốt trên đất liền như vịt thật sự; các chân của chúng có xu hướng lui về phía sau của cơ thể để giúp chúng tạo lực đẩy khi ở dưới nước.

## Hệ thống hóa
Trong bài này thì 3 chi được gộp trong phân họ vịt lặn. Tuy nhiên, vịt cẩm thạch loài duy nhất của chi Marmaronetta, lại dường như rất khác biệt và có thể đã rẽ nhánh ra trước khi có sự chia tách giữa vịt thật sự với vịt lặn như được chỉ ra bằng các đặc trưng hình thái  và đặc trưng phân tử . Loài vịt đầu hồng có lẽ đã tuyệt chủng, trước đây được coi như là loài trong chi Rhodonessa, được gợi ý là thuộc về chi Netta , ngược lại với ý kiến của Livezey năm 1986, nhưng kiểu tiếp cận này bị đặt dấu hỏi . Các phân tích trình tự DNA có lẽ sẽ giải quyết được câu hỏi này nhưng cho tới nay vẫn chưa được thực hiện do thiếu các dữ liệu cần thiết. Nó có thể là sự phân kỳ sớm từ dòng dõi vịt thật sự . Phân tích phân tử của Johnson & Sorenson  cũng gợi ý rằng ngan cánh trắng nên đặt vào chi độc loài Asarcornis với quan hệ tương đối gần với chi Aythya và có thể thuộc về phân họ này.
Chi Marmaronetta
- Marmaronetta angustirostris: Vịt cẩm thạch

Chi Netta (tạm thời gộp cả chi Rhodonessa)
- Netta caryophyllacea: Vịt đầu hồng - hay Rhodonessa; có lẽ tuyệt chủng (khoảng năm 1945?)
- Netta erythrophthalma: Vịt đầu nâu phương Nam
- Netta peposaca: Vịt mỏ hồng
- Netta rufina: Vịt lặn mào đỏ

Chi Aythya
- Aythya affinis: Vịt bãi nhỏ
- Aythya americana: Vịt đầu đỏ Bắc Mỹ
- Aythya australis: Vịt đầu cứng
- Aythya baeri: Vịt đầu đen hay vịt đầu đen Baer [7]
- Aythya collaris: Vịt khoang cổ
- Aythya ferina: Vịt đầu đỏ hay vịt lặn đầu đỏ [7]
- Aythya fuligula: Vịt mào[8] hay vịt búi lông [7]
- Aythya innotata: Vịt đầu nâu Madagascar – E ngại là tuyệt chủng, tái phát hiện năm 2006
- Aythya marila: Vịt biển[1] hay vịt bãi lớn [7]
- Aythya novaeseelandiae: Vịt bãi New Zealand
- Aythya nyroca: Vịt mắt trắng hay vịt mặt trắng?[9], vịt nâu đỏ[7]
- Aythya valisineria: Vịt lặn vai buồm
- Aythya cf. innotata: Vịt đầu nâu Réunion - tuyệt chủng (khoảng thập niên 1690)